# Tweedles
Tweedles – album koncepcyjny autorstwa awangardowej grupy The Residents wydany w 2006 roku. Do płyty dołączono obszerną książeczkę która oprócz tekstów poszczególnych utworów posiadała historie rozwijające treści zawarte w kompozycjach.

## Lista utworów
1. Dreams – 3:50
2. Almost Perfect – 4:04
3. Mark of the Male – 2:14
4. Life – 3:35
5. Isolation – 4:17
6. Stop Signs – 6:04
7. Elevation – 4:51
8. Forgiveness – 1:29
9. Insincere – 2:06
10. The Perfect Lover – 3:30
11. Brown Cow – 5:18
12. Sometimes – 3:07
13. Ugly (At The End) – 3:19
14. Keep Talkin' – 3:47
15. Shame On Me – 6:45
16. Susie Smiles – 2:36